# Niasa (prowincja)
Niasa (port. Niassa) – jedna z prowincji Mozambiku, położona w północnej części kraju przy granicy z Tanzanią. Liczy ponad 1,8 mln mieszkańców (2017). Ośrodkiem administracyjnym prowincji jest miasto Lichinga (242,2 tys. mieszk.). Inne ważne miasta to Cuamba, Mandimba i Metangula. 
W północnej części prowincji płynie rzeka Ruvuma.